# توم كيوغ
توم كيوغ (بالإنجليزية: Tom Keogh)‏ هو مصمم أزياء تقليدية أمريكي، ولد في 1922، وتوفي في 15 فبراير 1980.

## وصلات خارجية
- توم كيوغ على موقع IMDb (الإنجليزية)